# Großer Preis von Deutschland 1929

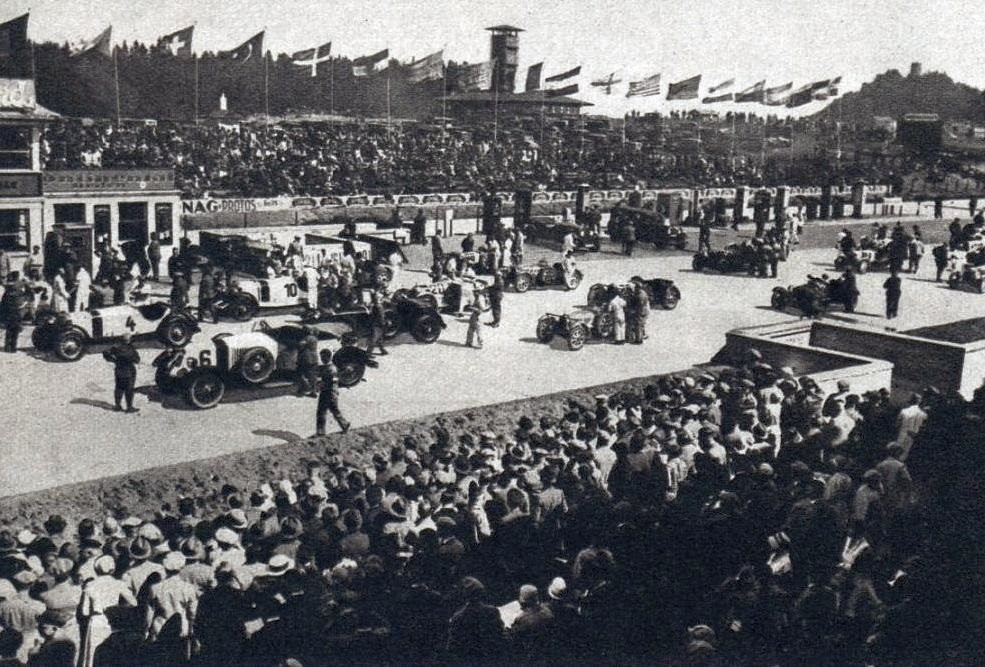
Startaufstellung

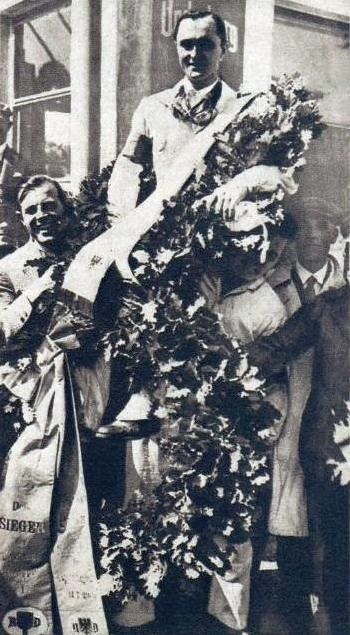
Rennsieger Louis Chiron

Der IV. Große Preis von Deutschland, auch Grosser Preis der Nationen oder Grosser Preis der Nationen für Sportwagen, fand am 14. Juli 1929 auf dem Nürburgring, bestehend aus Nord- und Südschleife, statt. Es führte über 18 Runden à 28,3 km, was einer Gesamtdistanz von 509,4 km entspricht.

## Das Rennen
Das großzügige Preisgeld der Veranstalters brachte 1929 ein starkes Starterfeld an den Nürburgring. 38.000 Reichsmark (entspricht heute ca. 162.000 Euro) gab es für den Sieger, immerhin noch 20.000 Reichsmark (heute ca. 85.000 Euro) für den Gesamtzweiten. Im Rennen zeigte es sich, dass die leichten und wendigen Werks-Bugatti den schweren und unhandlichen Mercedes-Benz SSK auch auf dem Nürburgring überlegen waren. Auch ein anerkannter Spitzenfahrer wie Rudolf Caracciola konnte den Nachteil der fast 2 Tonnen schweren Wagen nicht wettmachen. Caracciola hatte zwar zu Beginn des Rennens die Führung übernommen, fiel aber in der fünften Runde mit Pleuelschaden aus. Nach 18 Runden und einer Fahrzeit von mehr als 4 Stunden gewann Louis Chiron im Bugatti deutlich vor seinem Markenkollegen Philippe de Rothschild. Bester Mercedes-Benz war der drittplatzierte SSK von August Momberger und Max von Arco-Zinneberg.

## Ergebnisse

### Schlussklassement
| Pos.        | Klasse  | Nr. | Team                          | Fahrer                                  | Fahrzeug             | Runden | Zeit          |
| ----------- | ------- | --- | ----------------------------- | --------------------------------------- | -------------------- | ------ | ------------- |
| 1           | S 3.0   | 28  | Automobiles Ettore Bugatti    | Louis Chiron                            | Bugatti T30B         | 18     | 4:46:06,8 h   |
| 2           | S 3.0   |     | Automobiles Ettore Bugatti    | Philippe de Rothschild                  | Bugatti T30C         | 18     | + 11:45,6 min |
| 3           | S + 3.0 | 10  | Daimler-Benz AG               | August Momberger Max von Arco-Zinneberg | Mercedes-Benz SSK    | 18     | + 14:31,0 min |
| 4           | S 3.0   |     | Automobiles Ettore Bugatti    | Guy Bouriat                             | Bugatti T35C         | 18     | + 17:21,6 min |
| 5           | S 3.0   |     | Mario Lepori                  | Mario Lepori                            | Bugatti T35B         | 18     | + 24:19,0 min |
| 6           | S + 3.0 | 12  | Daimler-Benz AG               | Willy Rosenstein Adolf Rosenberger      | Mercedes-Benz SSK    | 18     | + 25:10,0 min |
| 7           | S 3.0   |     | Eckart von Kalnein            | Eckart von Kalnein                      | Bugatti T37B         | 18     | + 37:09,2 min |
| 8           | V       | 36  | Ernst Günther Burggaller      | Ernst Günther Burggaller                | Bugatti T37A         | 18     | + 39:27,4 min |
| 9           | V       |     | Hans Kersting                 | Hans Kersting                           | Bugatti T37A         | 17     | + 57:55,8 min |
| 10          | 3.0     |     | Officine Alfieri Maserati     | Diego de Sterlich                       | Maserati 26B         | 17     | + 59:20,8 min |
| 11          | V       |     | Francesco Pirola              | Francesco Pirola                        | Alfa Romeo 6C 1500SS | 16     | + 1:00:18,4 h |
| 12          | V       |     | Willy Scholl                  | Willy Scholl                            | Amilcar              | 16     | + 1:07:30,6 h |
| 13          | V       |     | Amedeo Ruggeri                | Amedeo Ruggeri                          | Maserati 26          | 16     | + 1:13:10,2 h |
| 14          | V       |     | Gerhard Macher                | Gerhard Macher                          | DKW                  | 16     | + 1:23:40,4 h |
| Ausgefallen |         |     |                               |                                         |                      |        |               |
| 15          | V       |     | Hannoversche Maschinenbau AG  | Karl Häberle                            | Hanomag              | 12     |               |
| 16          | V       |     |                               | Walter Österreicher                     | DKW                  | 10     |               |
| 17          | S + 3.0 | 2   | Daimler-Benz AG               | Rudolf Caracciola                       | Mercedes-Benz SSK    | 5      |               |
| 18          | V       |     |                               | Hans Simons                             | DKW                  | 4      |               |
| 19          | S + 3.0 | 6   | Eduard Klimberg               | Eduard Klimberg                         | Renault 40 CV        | 2      |               |
| 20          | 3.0     |     | Ottokar Bittmann              | Ottokar Bittmann                        | Bugatti T35C         | 1      |               |
| 21          | S + 3.0 | 4   | Daimler-Benz AG               | Georg Kimpel                            | Mercedes-Benz SSK    | 1      |               |
| 22          | V       |     | Hannoversche Maschinenbau AG  | Hellmuth Butenuth                       | Hanomag              | 1      |               |
| 23          | V       |     | Automobiles Talbot            | Hugo Urban-Emmerich                     | Talbot 70            | 1      |               |
| 24          | V       |     |                               | Émile Birken                            | Imperia              |        |               |
| 25          | V       |     | Československá zbrojovka Brno | Anton Kahle                             | Zbrojovka Z2         |        |               |
| 26          | V       |     | Československá zbrojovka Brno | Josef Mamula                            | Zbrojovka Z2         |        |               |
| 27          | V       |     | Československá zbrojovka Brno | Ernst Prochazka                         | Zbrojovka Z2         |        |               |
| 28          | 3.0     |     | Antonio Sartorio              | Antonio Sartorio                        | Alfa Romeo 6C        |        |               |
| 29          | V       |     | Berthold Stoll                | Berthold Stoll                          | Fiat 509             |        |               |
| 30          | V       |     |                               | Ingemar Schulze                         | Bugatti T37A         |        |               |
| 31          | V       |     |                               | Willi Seibel                            | Bugatti T37A         |        |               |
| 32          | V       |     | Československá zbrojovka Brno | Karl Stohanzl                           | Zbrojovka Z2         |        |               |
| 33          | V       |     | Československá zbrojovka Brno | Karel Tunal Divisek                     | Zbrojovka Z2         |        |               |
| 34          | V       |     | Achille Varzi                 | Achille Varzi                           | Alfa Romeo 6C 1500   |        |               |
| 35          | V       |     |                               | Wilhelm                                 | Lombard              |        |               |
| 36          | V       |     |                               | Albert Broschek                         | Amilcar              |        |               |

### Nur in der Meldeliste
Hier finden sich Teams, Fahrer und Fahrzeuge, die ursprünglich für das Rennen gemeldet waren, aber aus den unterschiedlichsten Gründen daran nicht teilnahmen.
| Pos. | Klasse  | Nr. | Team       | Fahrer | Chassis        |
| ---- | ------- | --- | ---------- | ------ | -------------- |
| 37   | S + 3.0 |     | Tim Birkin |        | Bentley Blower |
| 38   | S + 3.0 |     | Tim Birkin |        | Bentley Blower |

### Klassensieger
| Klasse  | Fahrer                   | Fahrer                 | Fahrzeug          | Platzierung im Gesamtklassement |
| ------- | ------------------------ | ---------------------- | ----------------- | ------------------------------- |
| S + 3.0 | August Momberger         | Max von Arco-Zinneberg | Mercedes-Benz SSK | Rang 3                          |
| S 3.0   | Louis Chiron             |                        | Bugatti T35B      | Gesamtsieg                      |
| V       | Ernst Günther Burggaller |                        | Bugatti T35A      | Rang 8                          |

### Renndaten
- Gemeldet: 38
- Gestartet: 36
- Gewertet: 14
- Rennklassen: 3
- Zuschauer: unbekannt
- Wetter am Renntag: unbekannt
- Streckenlänge: 28,3 km
- Fahrzeit des Siegerteams: 4:46:06,8 h
- Gesamtrunden des Siegerteams: 18
- Gesamtdistanz des Siegerteams: 509,4 km
- Siegerschnitt: unbekannt
- Pole Position: keine
- Schnellste Rennrunde: Louis Chiron – Bugatti T37B (#28) – 15:06,0 min = 112,58 km/h
- Rennserie: zählte zu keiner Rennserie